# Limina
Limina ist eine Stadt der Metropolitanstadt Messina in der Region Sizilien in Italien mit 725 Einwohnern (Stand 31. Dezember 2023).

## Lage und Daten

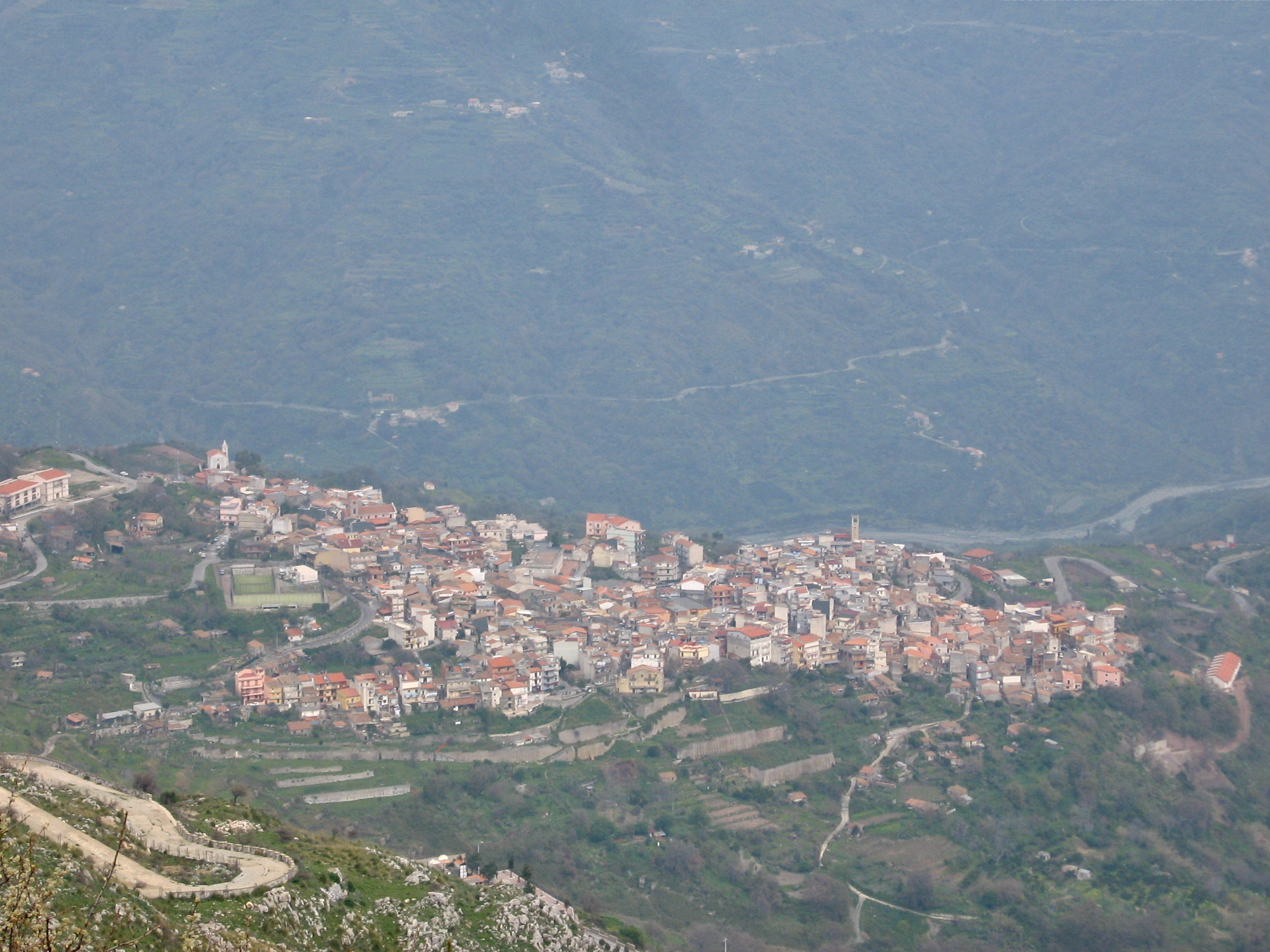
Panorama

Limina liegt 49 km südwestlich von Messina. Die Einwohner arbeiten hauptsächlich in der Landwirtschaft.
Die Nachbargemeinden sind Antillo, Casalvecchio Siculo, Forza d’Agrò, Mongiuffi Melia und Roccafiorita.

## Geschichte
Das Gründungsdatum des Ortes ist unbekannt. Die erste urkundliche Erwähnung Limina geht auf das Jahr 1200 zurück.

## Sehenswürdigkeiten
Die Kirche stammt aus dem 14. Jahrhundert, im Inneren befindet sich eine Marmorstatue der heiligen Jungfrau. 

## Veranstaltungen
Die Veranstaltungen zum Karneval haben in der Gegend um Limina eine große Bedeutung.